# MercedesCup 2012
MercedesCup 2012 — тенісний турнір, що проходив на ґрунтових кортах у місті Штутгарт, Німеччина з 9 липня. Належав до категорії ATP World Tour 250.

## Фінальна частина

### Одиночний розряд
Янко Типсаревич —  Хуан Монако 6–4, 5–7, 6–3

### Парний розряд
Жеремі Шарді /  Лукаш Кубот —  Міхал Мертиняк /  Андре Са 6–1, 6–3